# Jon McNaught
Jon McNaught est un auteur de bandes dessinées anglais.

## Biographie
Jon McNaught est originaire du Sud de l'Angleterre. Après avoir passé plusieurs années sur les Îles Malouines durant son enfance, qui inspireront son second livre, Pebble Island, il rentre avec sa famille au Royaume-Uni. Il vit désormais à Bristol où il travaille comme assistant à l'Université de l'Ouest de l'Angleterre, et enseigne la lithographie offset et l'impression en relief à des étudiants en arts plastiques. Il contribue aussi régulièrement à des anthologies de bandes dessinées et magazines.
Il a obtenu le Prix révélation du Festival d'Angoulême en janvier 2013 pour son troisième livre, Automne.

## Publications
En français
- 2012 : Automne, Nobrow
- 2012 : Dimanche, Nobrow
- 2016 : Histoires de Pebble Island, Dargaud
- 2020 : L'été à Kingdom Fields, Dargaud

En anglais
- 2010 : Birchfield Close, Nobrow
- 2011 : Pebble Island, Nobrow
- 2012 : Dockwood, Nobrow
- 2018 : Kingdom, Nobrow